# Mago

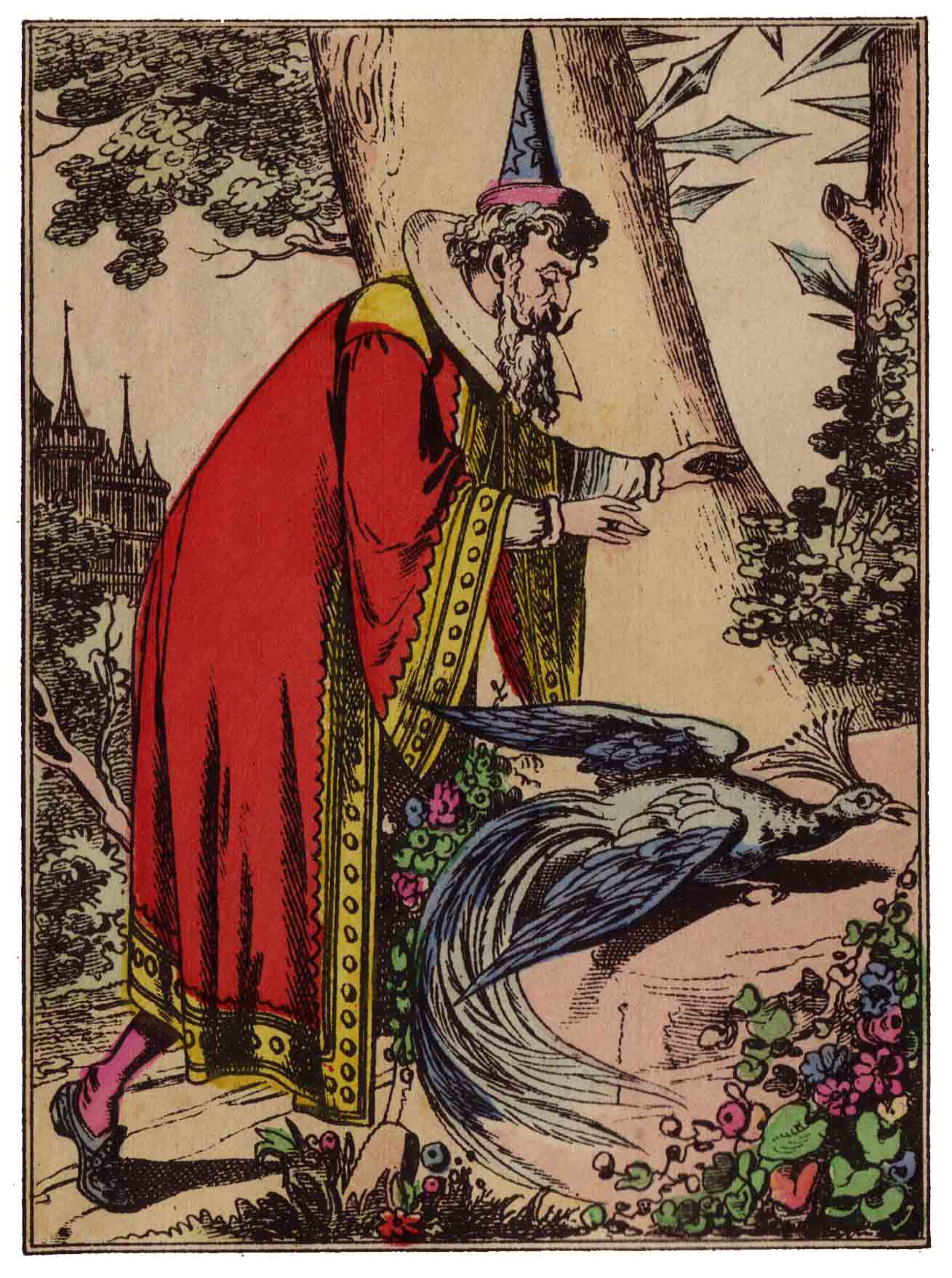
Representación antigua de un Mago

El término mago proviene del persa antiguo magi por mediación del griego μάγος y finalmente del latín magus. El sentido original de la palabra mago (véase mago (zoroastrismo)) se refería a los integrantes de una tribu de Media y luego a los sacerdotes persas. En términos modernos, se refiere a una especie de astrólogo o adivino que práctica de magia. Comúnmente se usa "mago" para el masculino y "maga" para el femenino.
Con el término mago también se denomina a los ilusionistas, prestidigitadores, artistas que, por medio del ilusionismo, simulan poseer poderes mágicos, con el propósito de divertir y sorprender al público.

## Historia
Originalmente, un mago era el miembro de una tribu de la antigua Media que se ocupaba de las prácticas religiosas y funerarias. Después de la conversión de esta tribu al zoroastrismo fueron considerados, por los tres imperios persas, guardianes del legado de Zaratustra (a pesar de que introdujeron algunas modificaciones al mensaje original). Los magos de Persia fueron incluyendo en su religión algunos temas o elementos de Babilonia, como la astrología, la demonología y la magia. En su rito religioso vertían libaciones de leche, aceite y miel sobre una llama y al mismo tiempo entonaban rezos y canciones. Llevaban vestiduras blancas, tiara, y en la mano un haz de ramas de tamarisco.
Ya en el siglo I fueron reconocidos como hombres sabios y científicos. Los personajes llegados de Oriente y mencionados en la Biblia (Mateo 2,1-12) eran magos en el sentido original del término, esto es, sacerdotes persas; pero más tarde fueron llamados reyes magos en algunas tradiciones cristianas aunque sin ninguna evidencia histórica sobre su realeza. La tradición llamó “reyes” a los magos en referencia al Salmo 72,10-11, que proclama: <<Que los reyes de Tarsis y las islas le paguen tributo. Que los reyes de Arabia y de Sabá le ofrezcan sus dones. Que todos los reyes se postren ante ÉL, que todas las naciones lo sirvan>>
Asimov en su libro "El Cercano Oriente", menciona que son sacerdotes de las tribus iranias, llamados magi y que puesto que la gente común piensa que los sacerdotes tienen poderes ocultos, magi en caldeo llegó a significar hechicero o mago.
En un sentido muy diferente, en épocas recientes el título de "Mago" se ha asignado a los artistas que practican el ilusionismo, es decir a quienes realizan juegos para crear ilusiones visuales o en cualquiera de los sentidos, simulando poderes especiales, con objetivos recreativos. Esta "magia" ha entrado a formar parte de las artes escénicas contemporáneas.
En 1953, durante II Congreso Nacional celebrado en Segovia, la Sociedad Española de Ilusionismo designó a san Juan Bosco como patrono de los magos e ilusionistas.

## Magos en la literatura moderna
En la literatura fantástica (sobre todo en la fantasía épica) aparecen muchas veces los magos como personas (incluyendo también no solo a humanos sino también a otras razas como los elfos) capaces de realizar cualquier cosa con su don.
- Harry Potter: en esta saga los magos pueden tener una vida mágica pero también una vida muggle, término usado exclusivamente en la serie para denominar a las personas sin magia. Al principio los magos jóvenes tienen que ir al colegio para instruirse en el uso adecuado de la magia. En el libro, un joven llamado Harry Potter va al colegio y aprende sobre la magia y el mundo mágico mientras se enfrenta a los diversos ataques de su enemigo y antagonista de la historia, lord Voldemort. Al pasar el tiempo Harry se va convirtiendo en un mago con grandes habilidades y con sus dos amigos Hermione Granger y Ron Weasley realiza un viaje para encontrar los horrocruxes que guardan pedazos del alma de Voldemort y así poder acabar con él.

- Conan el Bárbaro: un personaje creado por el escritor Robert E. Howard. Esta saga de espada y brujería (un subgénero de la fantasía épica) muestra la presencia de gran cantidad de magos, en la gran mayoría de los casos como villanos malvados y antagonistas a los que Conan debe enfrentar, siendo el villano principal el malvado Thoth-Amón.

- El Señor de los Anillos: los únicos magos que aparecen son Gandalf, Radagast y Saruman, también conocidos como Istari, otros dos Istari mencionados en los Cuentos inconclusos de Númenor y la Tierra Media son Alatar y Pallando. Los orígenes de ambos magos se explican en El Silmarillion. Mientras que Gandalf es un sabio benévolo y Radagast se enamoró de las criaturas y las plantas de la Tierra Media, Saruman se dejó influir por las fuerzas del mal al poseer en la Torre de Orthanc un palantir con el que espiaba los actos de Sauron. Al final se une a las fuerzas del mal, convirtiendo Isengard en una fortaleza bajo su dominio. Saruman fue el principal enemigo de los ents y tras su derrota huyó al norte a la Comarca, donde después de que finalizase la Guerra del Anillo y se produjese el saneamiento de la Comarca fue asesinado por Grima Lengua de Serpiente, un sirviente suyo. Mientras tanto, Gandalf (conocido como el Gris) acompaña a la Compañía del Anillo, pero cae en el abismo cuando lucha contra un balrog en el puente de Khazad-dûm. Más tarde resurge como Gandalf el Blanco y se reencuentra con Aragorn, Gimli y Legolas en el bosque de Fangorn.

- Historias de Terramar: serie de novelas y cuentos de Ursula K. Le Guin. Son tal vez los más humanos de todos. Se les puede ver cultivando y criando animales o haciendo las tareas más cotidianas. Son simples personas con ciertos poderes sobre la naturaleza. Su poder radica en su sabiduría y en el conocimiento de los nombres reales de las cosas y poderes naturales. Usan la magia con sumo cuidado de no alterar el equilibrio. Aunque más tarde se descubre que alguien ha usado la magia para prolongar la vida más allá de la muerte y el equilibrio, el mundo la magia y la vieja paz entre dragones y humanos parece estar en peligro. También el poder mágico, lo mismo que se tiene se puede llegar a perder. La magia tiene también especializaciones como creación, transformación, invocación, reparación, etc. En las obras de LeGuin aparece además una visión dicotómica entre el mago y la bruja. Al mago se le atribuye poder activo con gran influencia mágica y política, mientras que las brujas se les atribuye un poder menor, sobre las pequeñas labores cotidianas o bien un papel pasivo como receptáculo de poder de espíritus muertos. Es curiosa esta crítica feminista velada que deja translucir la autora, siendo la primera mujer escritora de este género.

- Mundodisco, del autor Terry Pratchett: el autor aporta una visión cómica de los magos mostrándolos como terriblemente humanos, lo cual implica todos sus defectos más que sus virtudes. Son envidiosos y creen en teoría de conspiración. No existe el compañerismo porque todos se ven como posibles rivales y medradores de los demás. Los magos cambian constantemente debido a la vieja tradición por la que un mago asciende en el escalafón asesinando a su superior inmediato. Tanto es así, que el asesinato se considera causa de muerte natural entre los magos. Se dedican a fumar a espiarse, a conspirar y escasamente al cultivo de la magia. Da la sensación de que su poder no sirve para casi nada más que para meter en problemas a los demás habitantes del Mundodisco. Rincewind, el mago sobre el cual Pratchett focaliza sus obras es un hechicero sin capacidad para la magia, cuyo único interés es vivir una vida aburrida y sin sorpresas, que se propone hacer del tedio una ciencia y una carrera vital. Pero la causalidad lleva a que su vida se desarrolle en el polo opuesto de sus ambiciones, viviendo desventuras siempre a la fuga, y escapando de la muerte de forma tan increíble como infartante.

- Dragonlance: en esta saga de fantasía épica los magos se dividen en tres dependiendo del color de su túnica: los túnica blanca (los magos benignos), los túnica roja (los magos neutrales), y los túnica negra (los magos malignos). En un principio, los magos aprendían a dominar su arte y a estudiarlo en las Torres de la Alta Hechicería. Había cinco torres, pero después del Cataclismo quedaron solo tres, ya que una de ellas quedó maldita y las otras dos fueron destruidas y asediadas por orden del Príncipe de los Sacerdotes. Destaca sobre todo el mago Raistlin Majere, quién tiene como consecuencia de una terrible prueba en una de las torres de la Alta Hechicería la piel amarillenta, las pupilas de los ojos con forma de reloj de arena y un terrible ataque de tos. Los magos fueron los creadores de unos objetos llamados Orbes de los Dragones, capaces de controlar la mente de los poderosos dragones.

- Reinos Olvidados: en este mundo de fantasía existe una gigantesca variedad de magos o hechiceros. Están principalmente los Magos Rojos de Thay, que utilizaban la magia para obtener más poder. Además de los magos humanos, otras razas tenían el poder de la magia, tales como los elfos, los drow e incluso algunas razas de enanos. El mago más famoso y poderosos de todos fue Elminster del Valle de las Sombras, quien tuvo un importante papel durante la conjuración del Mythal en la ciudad élfica de Myth Drannor. Además de los magos, en los Reinos también se encuentran los Druidas (quienes tiene la habilidad de transformarse en un animal), chamanes (principalmente de las razas bárbaras), brujos, nigromantes, etc. La magia en el mundo de los Reinos era transmitida por un dios de la magia que poseía el panteón de cada raza. Así por ejemplo, se encontraba Mystra, la diosa humana de la magia. Durante la época conocida como Era de los Trastornos, al ser todos los dioses expulsados del Olimpo (el lugar donde se encuentran), la magia se encontró terriblemente alterada.

- En el Universo DC existe una especie humana llamada los homo magi que tienen poderes mágicos por naturaleza, a esta especie pertenece la heroína Zatanna. En el mismo Universo DC se podría incluir en la categoría de mago al demonólogo John Constantine, quien tiene conocimientos en magia negra, brujería y nigromancia.